# Yeşilgiresun Belediye Basketbol Takımı
Lo Yeşilgiresun Belediye Basketbol Takımı è stata una società cestistica avente sede ad Giresun, in Turchia.
Fondata nel 2006, gioca nel campionato turco.

## Palmarès
- Türkiye 2. Basketbol Ligi: 1

2014-2015